# Nedroma
Nedroma là một đô thị thuộc tỉnh Tlemcen, Algérie. Dân số thời điểm năm 2002 là 31.136 người.